# Сырков монастырь
Сырко́в монастырь — православный монастырь в окрестностях Великого Новгорода (деревня Сырко́во). Монастырь недействующий, большинство построек утрачены.

Монастырь в честь сретения чудотворной иконы Пресвятой Богородицы Владимирской на реке Веряже был основан по обету новгородским боярином Фёдором Сырковым около 1548 года в благодарность за благополучное посольство в ливонский город Колывань (современный Таллин).  

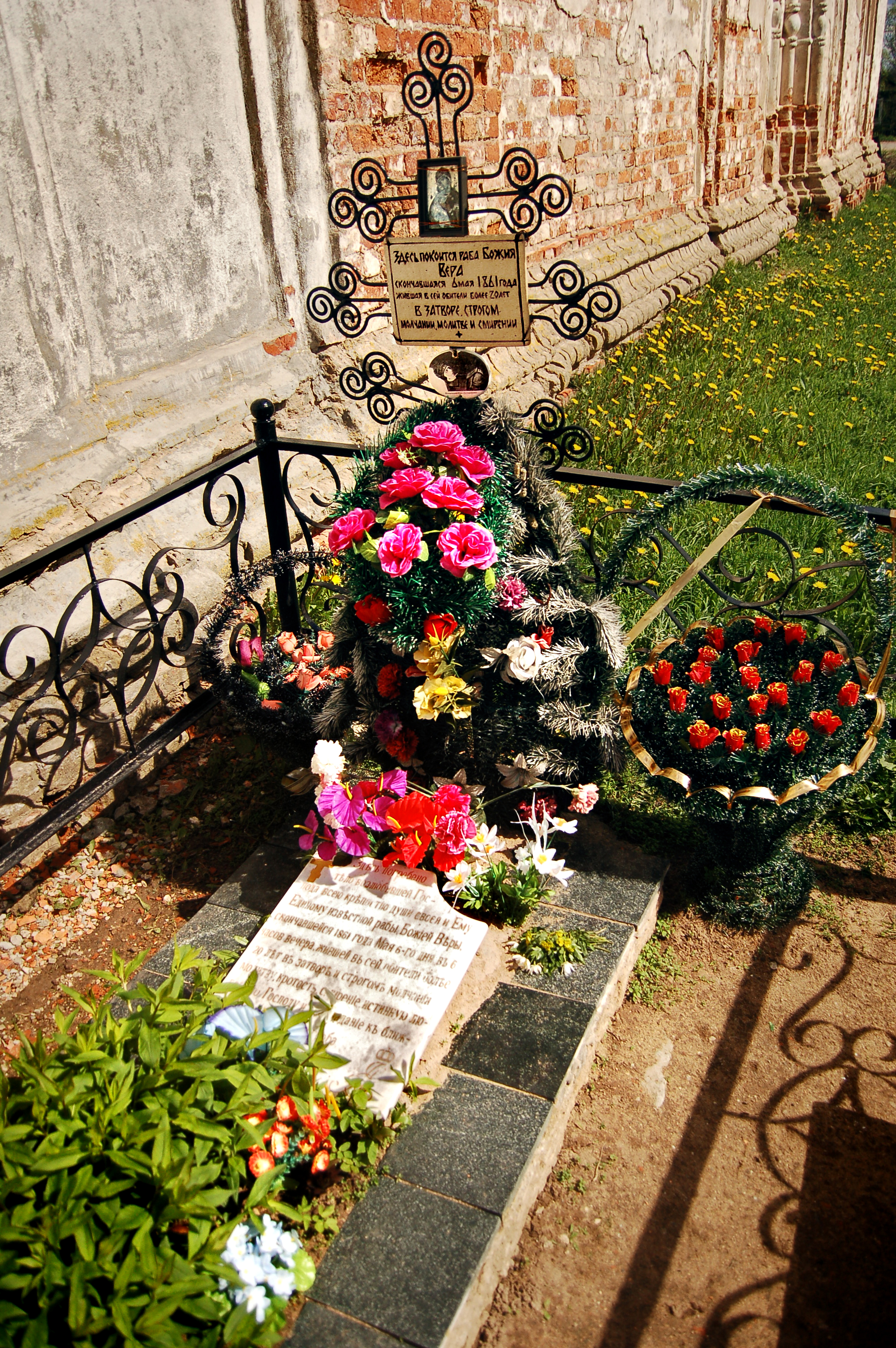
Кенотаф Веры Молчальницы

В 1570 году монастырь пострадал при расправе Ивана IV над Новгородом, в Смутное время монастырь неоднократно подвергался разорению от поляков, шведов и литовцев. До 1694 года Сырков монастырь находился в зависимости от Николо-Вяжищского монастыря. В 1712 году монастырь из мужского был преобразован в женский, под именем «Новодевичьего».
Среди казнённых Иваном Грозном при погроме Новгорода был и влиятельный новгородский дьяк Фёдор Сырков, основатель многих монастырей, чьё имя носит деревня Сырково в пригороде Новгорода, а также его братья. Если верить иностранцу-опричнику Шлихтингу, Сыркова в январе топили в Волхове и вытаскивали верёвкой, а потом варили ему ноги в котле. Якобы на издевательский вопрос царя: что тот видел в воде, Фёдор Дмитриевич ответил, что видел чертей, которые скоро заберут царскую душу.
Монастырь известен прожившей в нём 20 лет в затворе Верой Молчальницей, появившейся впервые в 1834 году в окрестностях Тихвина и отождествляемой некоторыми исследователями с императрицей Елизаветой Алексеевной, женой Александра I. Её могила находится у стен Владимирского собора монастыря.
Сохранились церковь Вознесения и собор Сретения Владимирской иконы Божией Матери, освящённый в 1554 году. Последний значительно пострадал во время Великой Отечественной войны. Сохранившаяся примыкавшая к нему колокольня была разрушена не ранее 1950-х годов.